# Iglesia de San Mateo Apóstol (Azuébar)
La iglesia de San Mateo Apóstol de Azuébar, en la comarca del Alto Palancia, provincia de Castellón, España, es un templo católico que está catalogado como Bien de Relevancia Local con código identificativo: 12.07.018-001, según consta en la Dirección General de Patrimonio Artístico de la Generalidad Valenciana.

## Historia
La Iglesia parroquial, de Azuébar, se encuentra bajo la advocación de San Mateo Apóstol. Se inició su construcción en el siglo XVII, en concreto en 1669, finalizándose en 1673, pero el templo sufriría una ampliación en el siglo XVIII, en concreto en 1772.
Pertenece a la Diócesis de Segorbe-Castellón, en concreto al arciprestazgo número 1, La Asunción de Nuestra Señora (Segorbe). Y posee un inventario de bienes muebles, así como un archivo fotográfico, ambos actualizados. Además cuenta con la existencia de un archivo parroquial desde 1663 a la actualidad.

## Descripción
El templo es de planta irregular, de una sola nave, con capillas laterales (de entre las que destaca la Capilla de la Comunión) más bajas que los contrafuertes entre los que se construyen, utilizando el espacio entre las diferentes alturas para abrir lunetos que aporten al templo iluminación natural, lo mismo que sucede en la cúpula. Pese a la irregularidad de su planta pueden distinguir tres crujías. La fábrica empleada es mampostería y sillería.
En uno de los muros exteriores se puede ver una lápida romana que presenta una inscripción incompleta, que procede del yacimiento “Terreros de Zorrilla”.
La fachada , que se sitúa a los pies de la nave, es mixtilínea, carente de decoración, con una puerta adintelada, a la que se accede por una sencilla escalinata; sobre la que se sitúa una hornacina con una pequeña imagen del santo de la advocación del templo. Sobre el eje de la puerta y la hornacina, más alta se contempla una ventana rectangular. El tejado es a dos aguas y está cubierto por teja moruna. Destaca por último, la existencia de una cúpula de media naranja sobre pequeño tambor, cubierta con teja cerámica vidriada y presentando el tambor lunetos para aportar iluminación al interior.

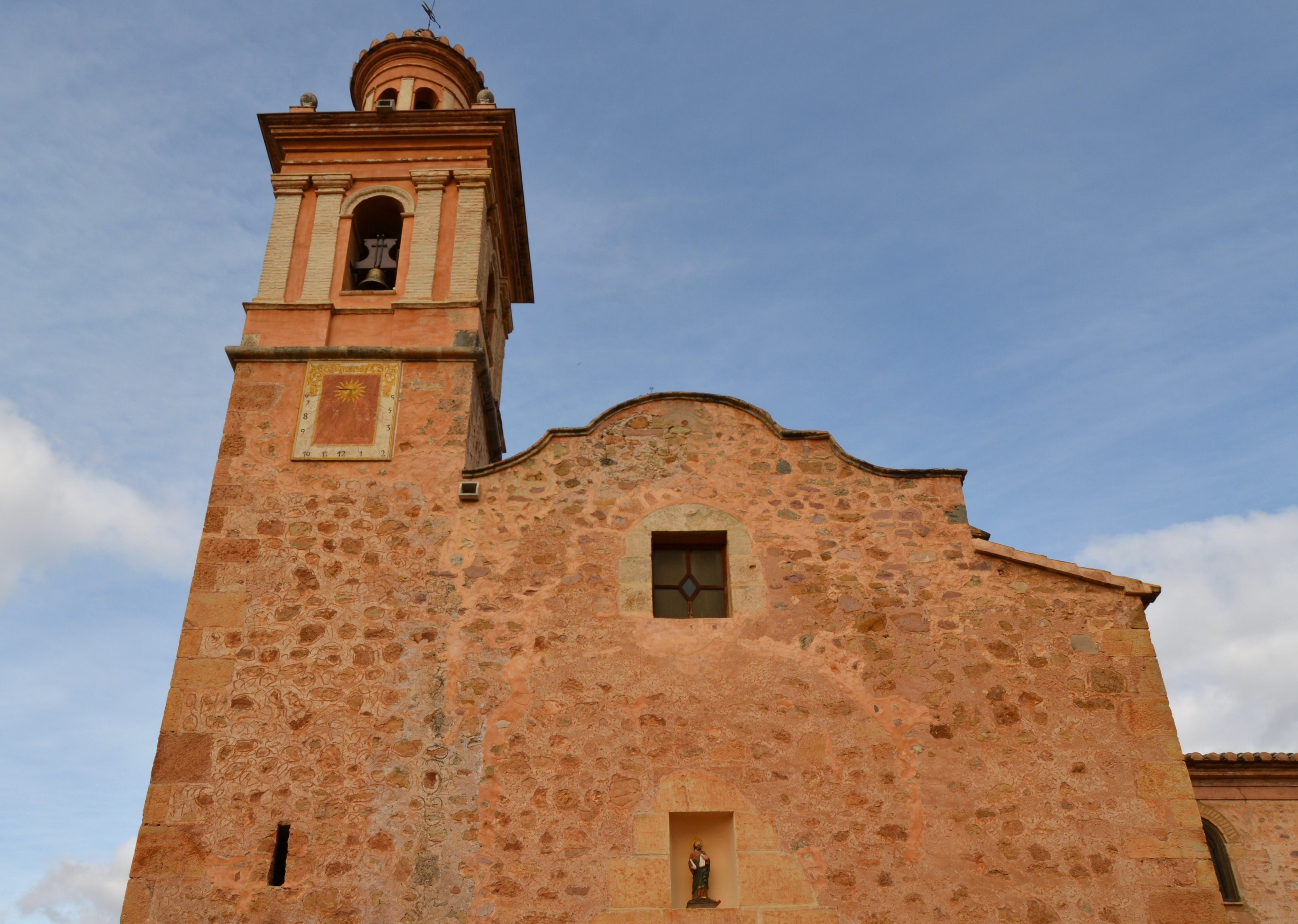
Vista general de la fachada
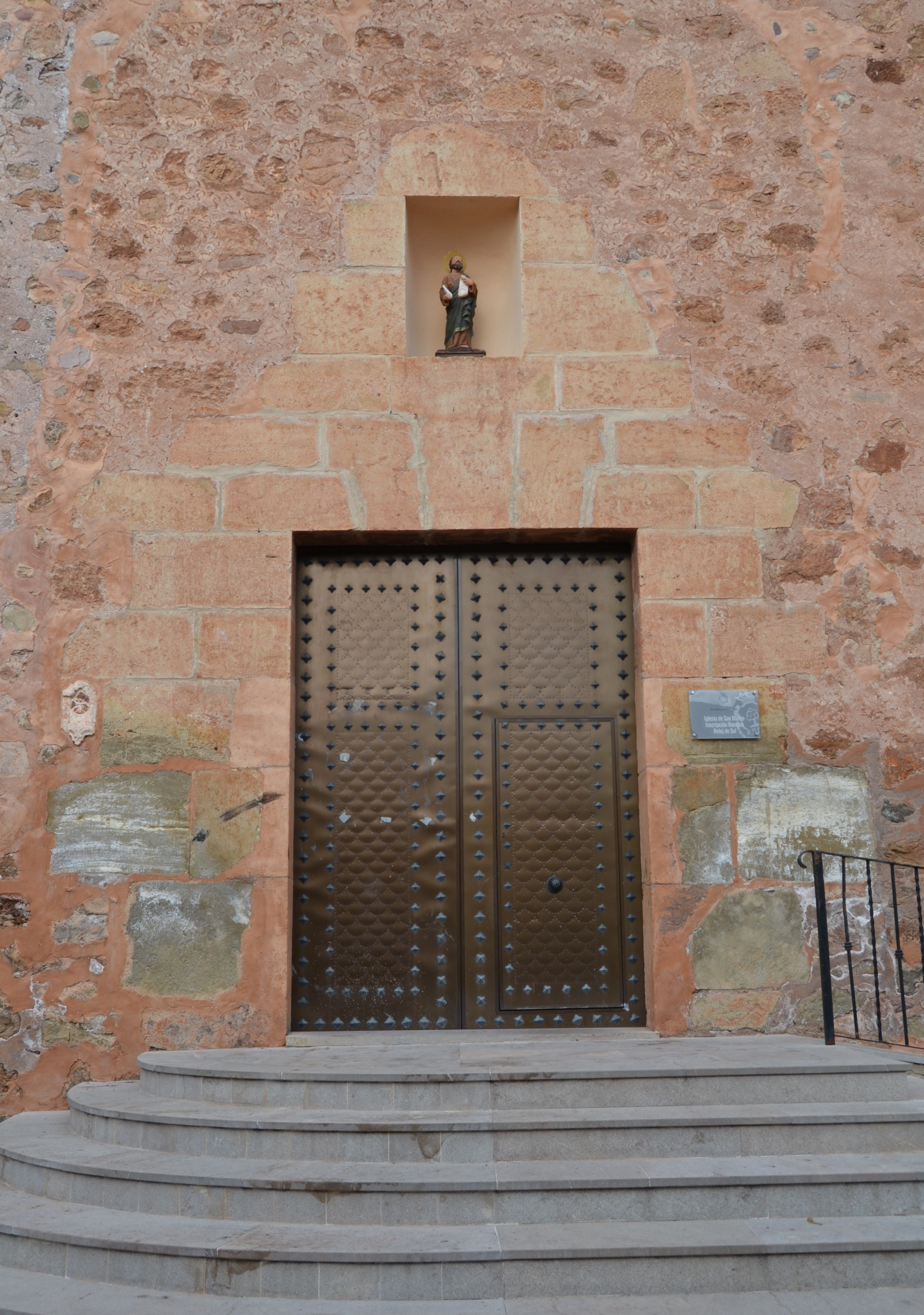
Detalle de la puerta de acceso
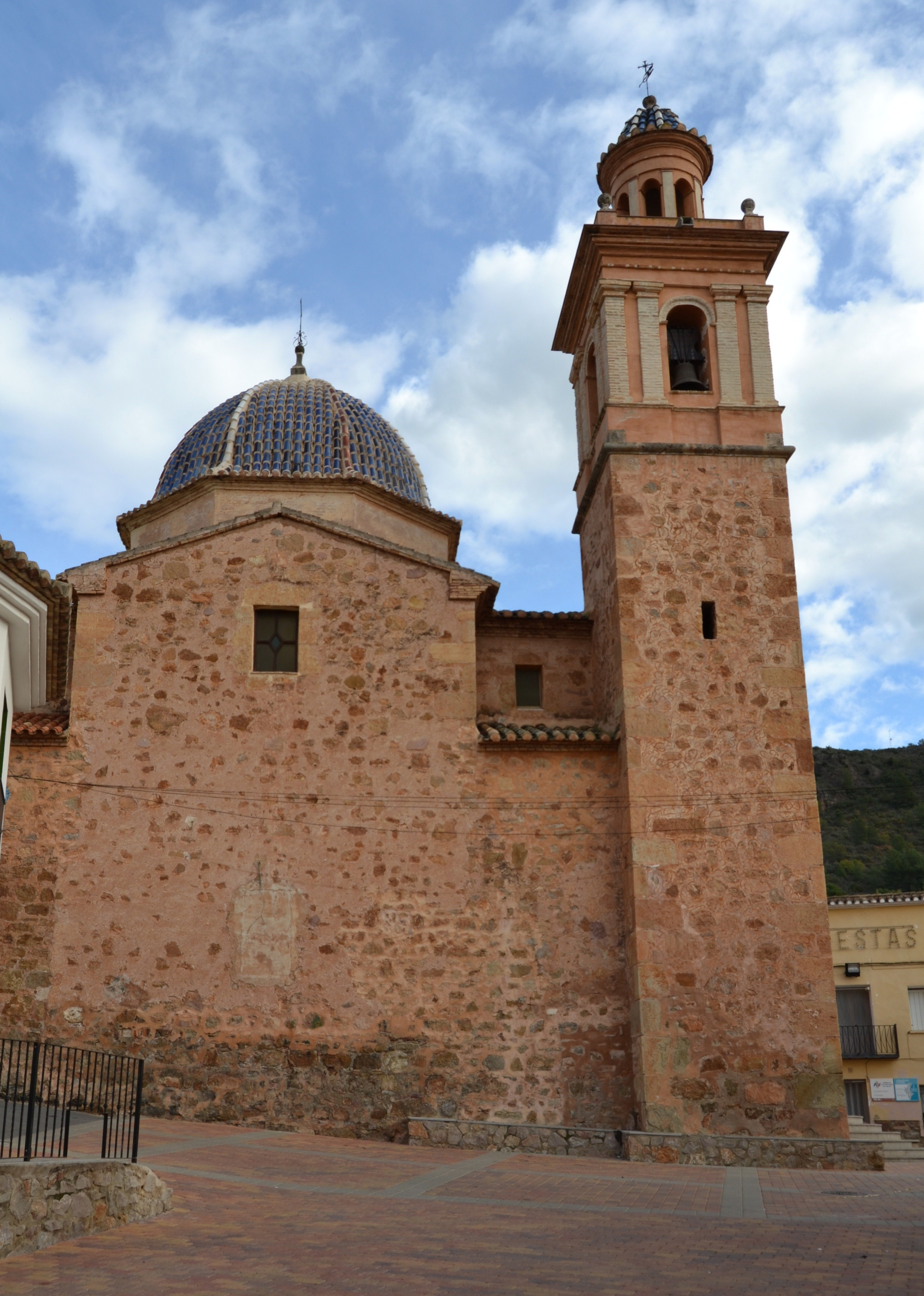
Vista lateral de la iglesia
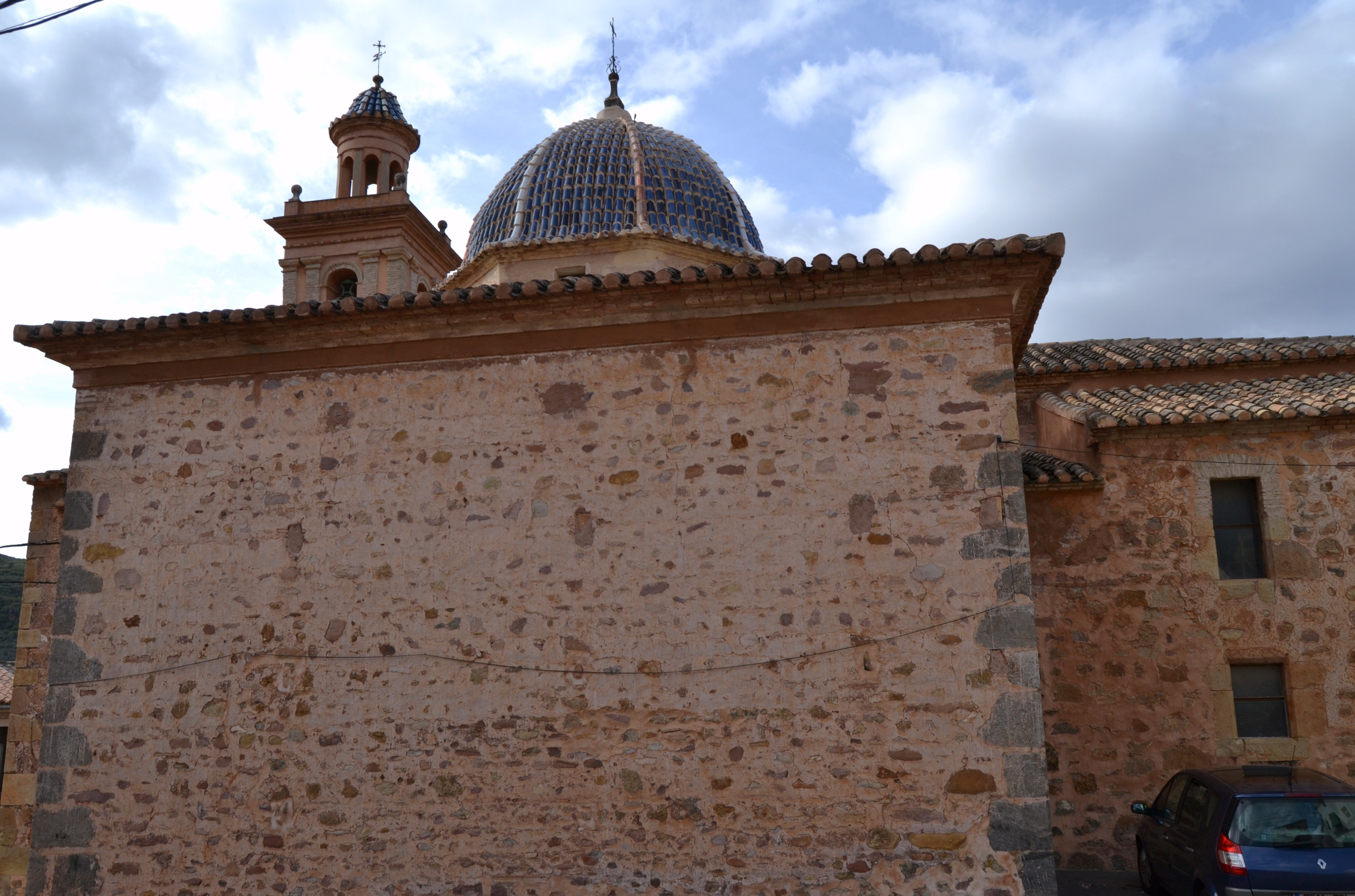
Parte de atrás de la iglesia
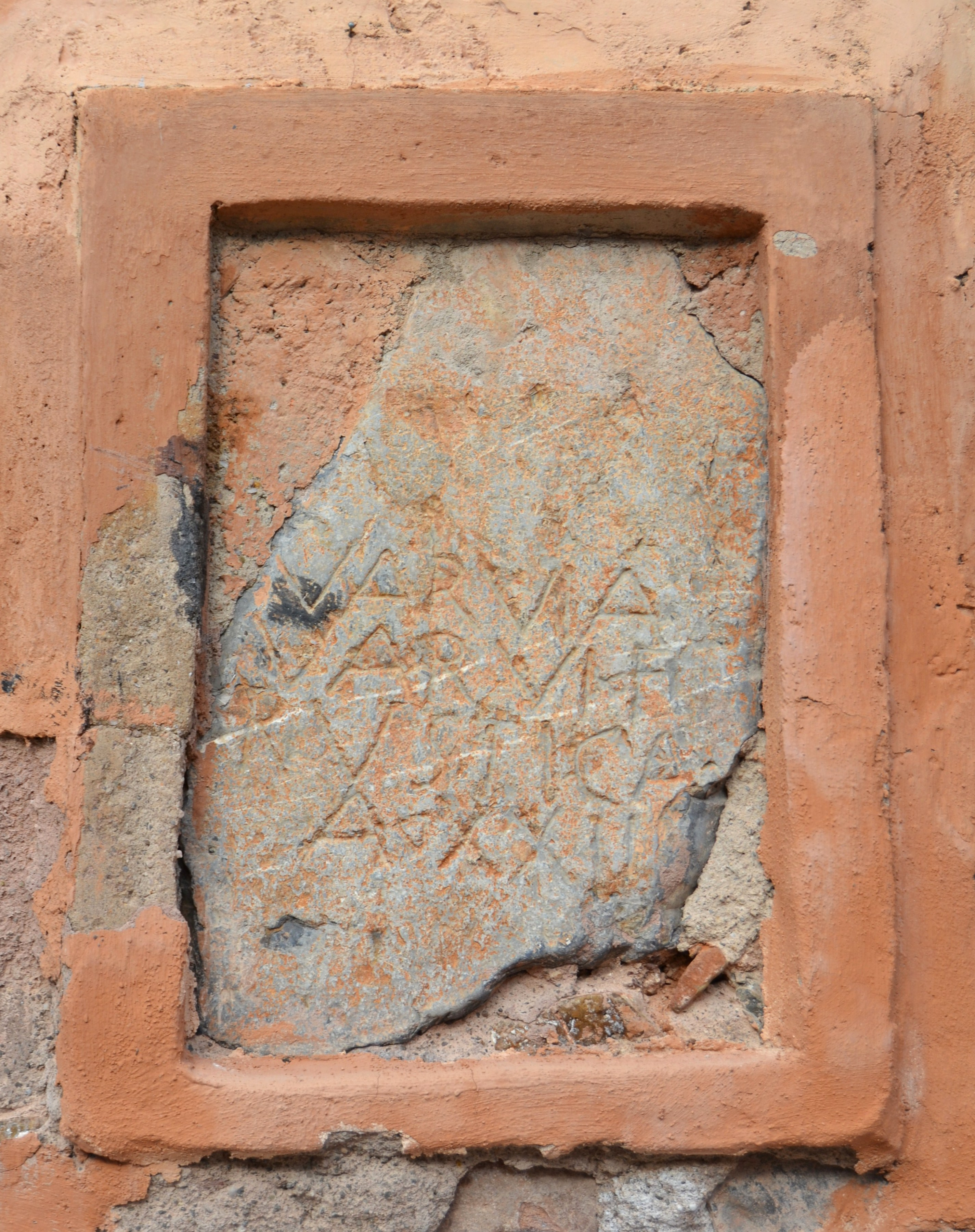
Detalle de la lápida romana

El campanario no está exento, formando parte de su planta cuadrada la fachada de la iglesia, a los pies de la planta, en el lado del evangelio. Presenta dos cuerpo y el remate en cupulín. El primer cuerpo, como hemos dicho, forma parte de la fachada y en él destaca el reloj de sol. El segundo cuerpo, en el que se sitúan las campanas, de fábrica de ladrillo, presenta ventanas semicirculares para alojar las campanas, que están enmarcadas por pilastras con capitel toscano. Por último, el remate formado por un cupulín de dimensiones reducidas y cubierto con tejas cerámicas.

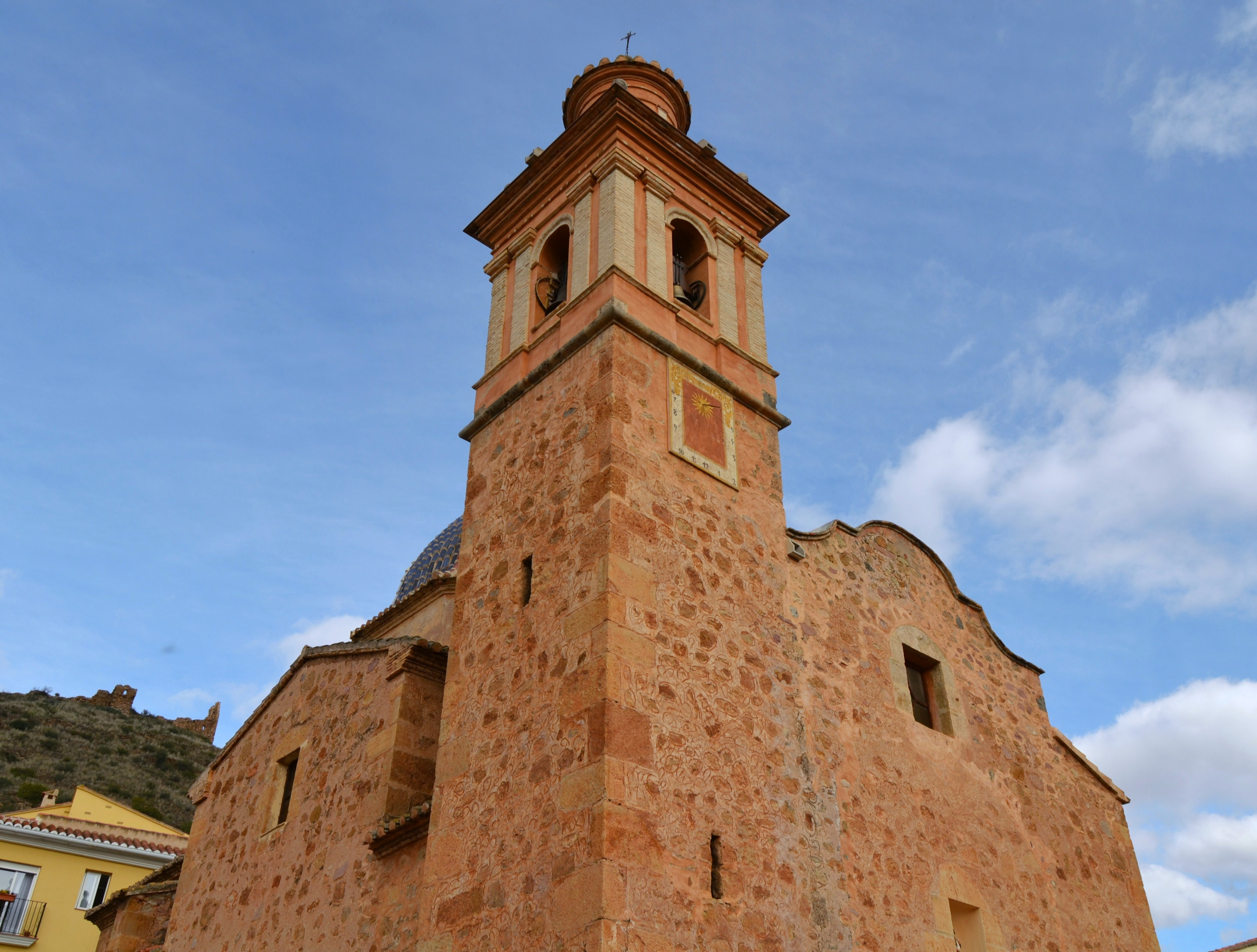
Campanario integrado en fachada.
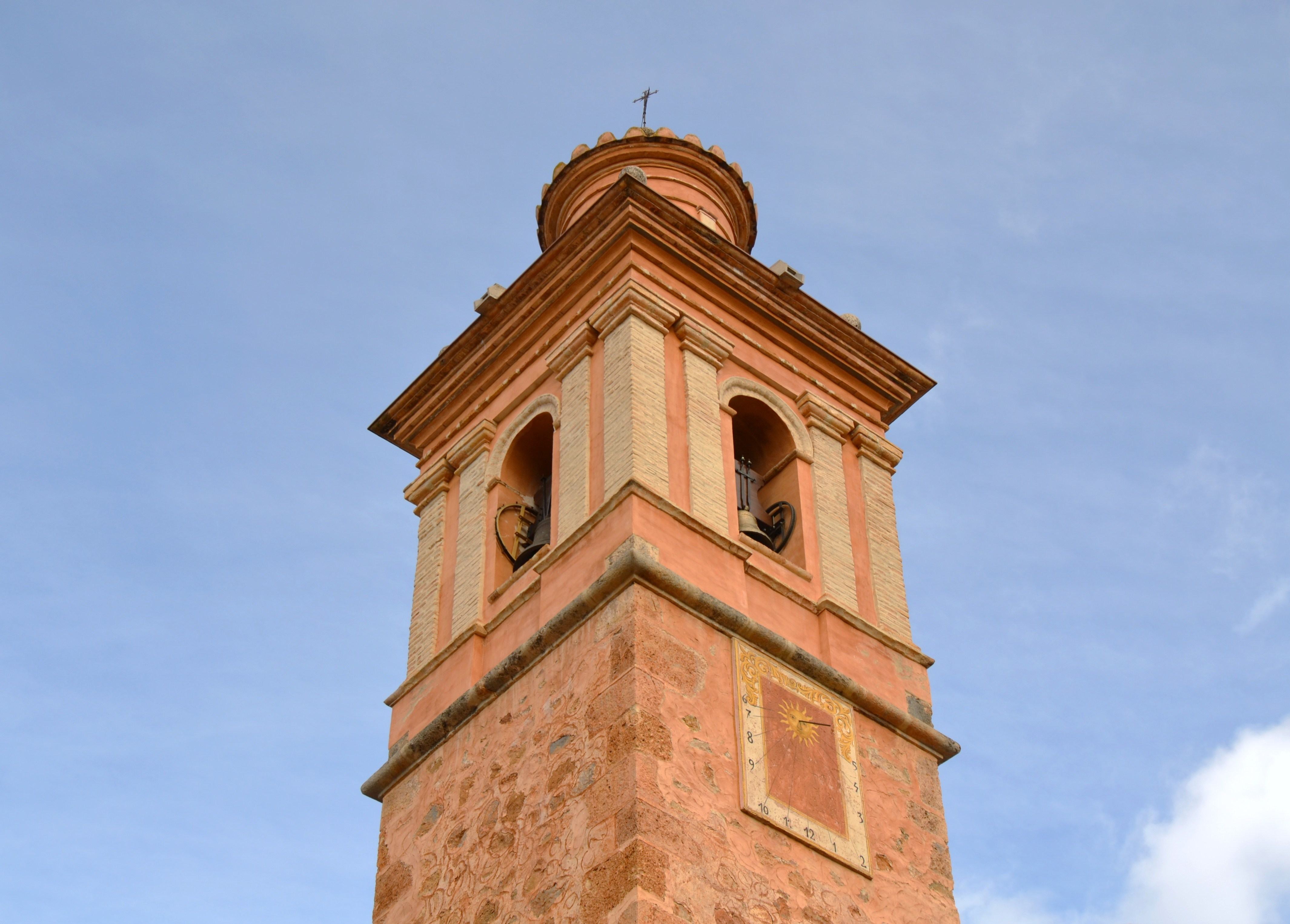
Detalle del Campanario.
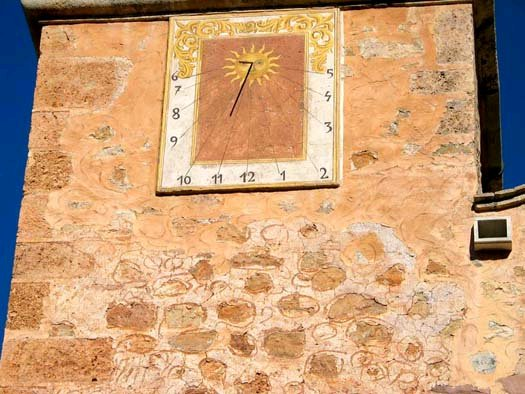
Reloj de sol.
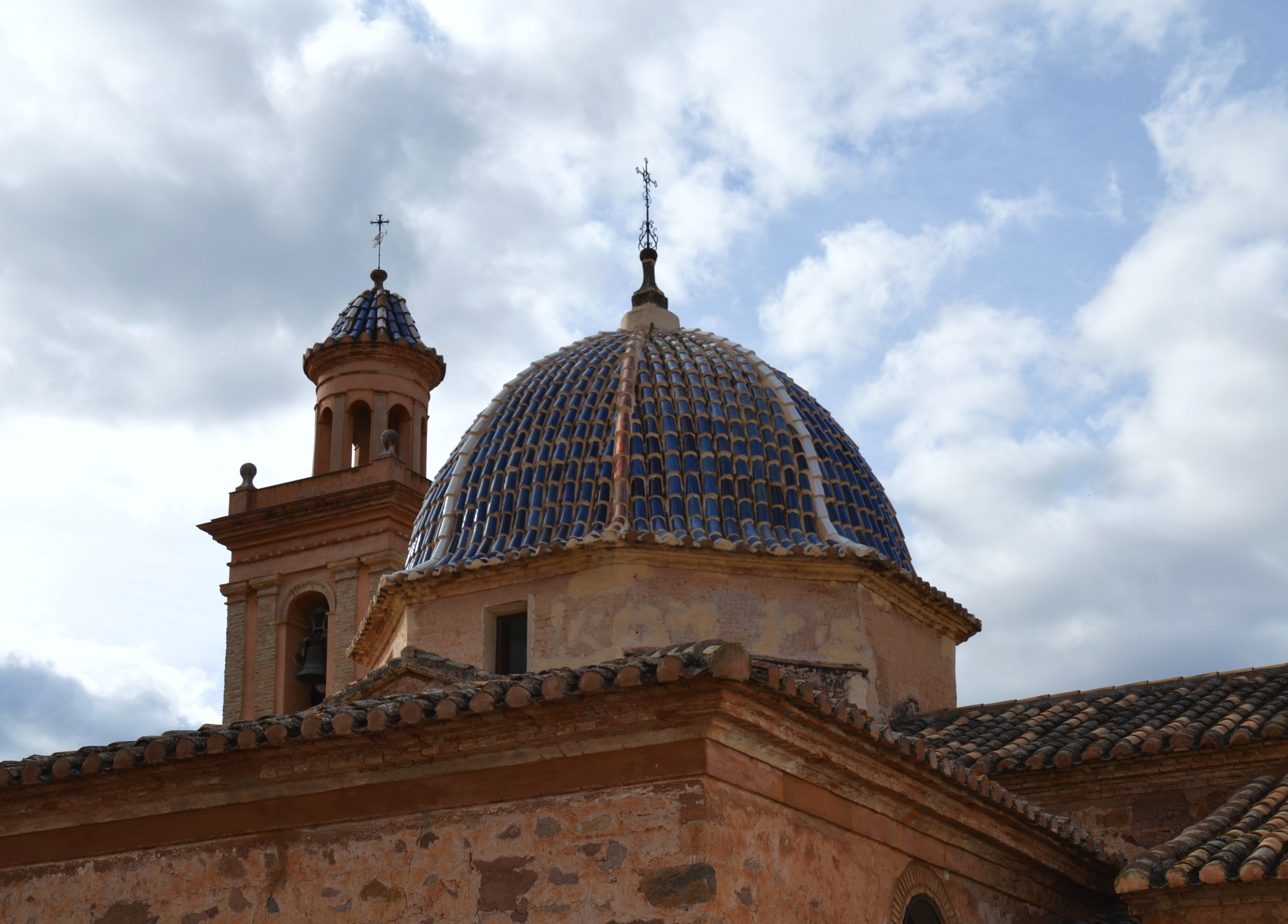
Detalle del campanario y cúpula.
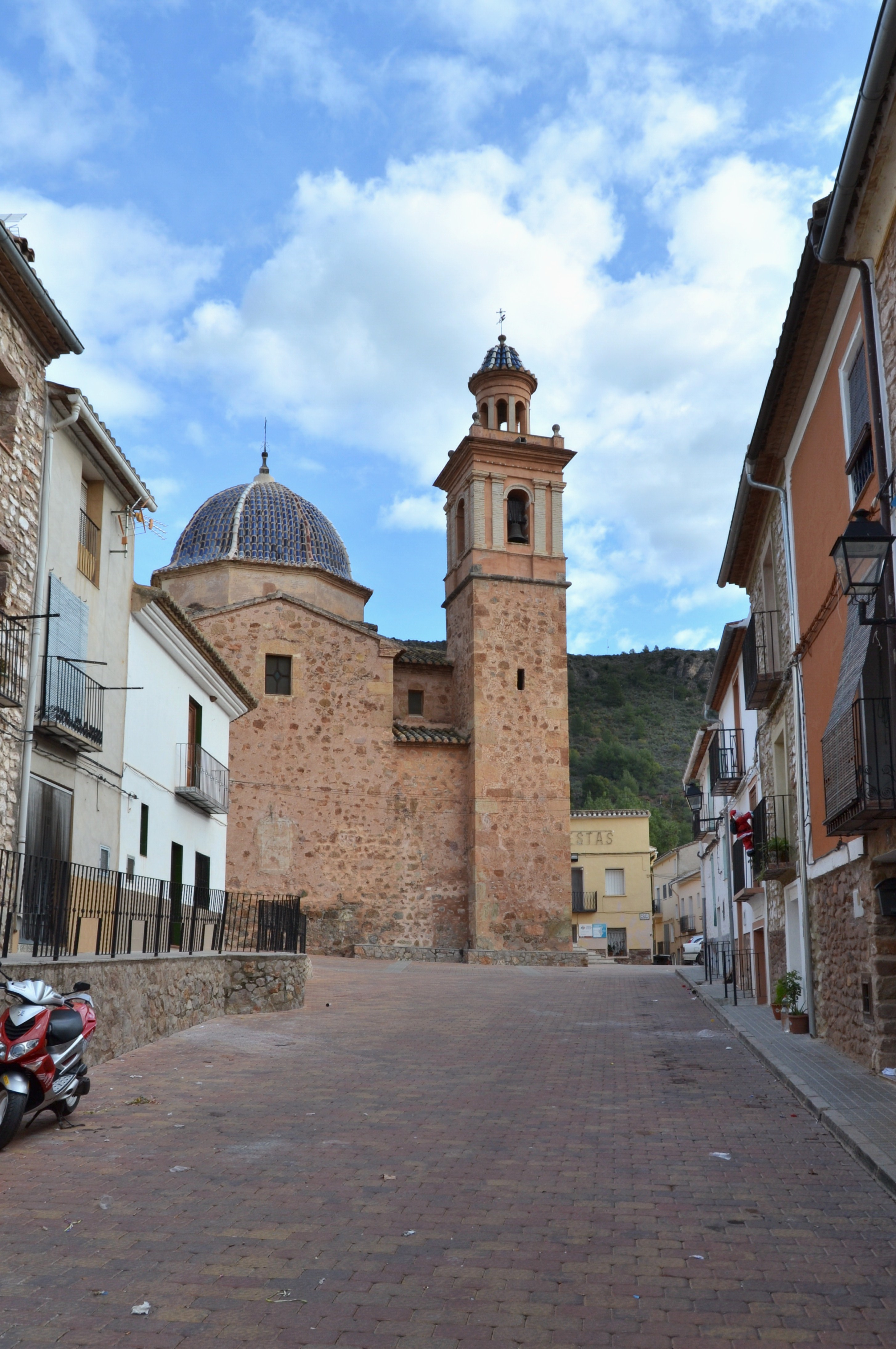
Vista del campanario y cúpula.

Interiormente, como ya hemos comentado, presenta una sola nave con capillas laterales entre contrafuertes y, además, ábside poligonal. Los pilares sobre los que se sustenta la estructura de la nave son de capitel compuesto, y las bóvedas de arista. En la segunda crujía se eleva una cúpula ciega sobre escueto tambor con ventanas, y junto a la misma se halla la capilla del Cristo de la Agonía. Existe coro elevado a los pies de la nave. Interiormente podemos destacar la existencia de unas pinturas murales (de poca calidad artística), aunque la mayoría de la decoración es en escayola de temas académicos de la zona como es el uso de estuco.